# Groupe Libertés, indépendants, outre-mer et territoires
Ne doit pas être confondu avec Groupe République et liberté ou Groupe Les Indépendants – République et territoires.
Le groupe Libertés, indépendants, outre-mer et territoires (LIOT) — dénommé groupe Libertés et territoires (LT) de 2018 à 2022 — est un groupe parlementaire de l'Assemblée nationale française.
Formé en octobre 2018, il rassemble plusieurs députés du centre gauche, du centre et du centre droit. Bénéficiant initialement du statut de groupe minoritaire, il s'enregistre en juillet 2020 comme groupe d'opposition.

## Orientation
Le groupe est constitué le 17 octobre 2018. Les négociations menées entre les députés nationalistes corses d'une part, et Olivier Falorni et François Pupponi d'autre part, au début de la législature, avaient échoué — le règlement de l'Assemblée implique de rassembler au moins 15 députés pour former un groupe parlementaire —, mais les contacts entre eux ont continué jusqu'à la création du groupe.
À sa fondation, le groupe se définit comme « minoritaire » et refuse de se présenter comme étant dans la majorité ou dans l'opposition au gouvernement,. Le média web Contexte indique que « ce choix résulte de tensions internes entre d’anciens marcheurs, comme M'jid El Guerrab, qui ne veulent pas couper les ponts, et des opposants résolus, comme les autonomistes corses, qui n’ont toujours pas digéré la dernière visite d’Emmanuel Macron dans l’île de Beauté ». Le Figaro le décrit comme un groupe « éclectique qui permet à des élus marginaux dans leurs groupes respectifs de bénéficier de moyens d'action et de temps de parole dans l'hémicycle ». Toujours selon Contexte, « le groupe est d’abord né de la volonté des non-inscrits de se doter de moyens matériels et de temps de parole ». Laurent de Boissieu le compare au groupe République et liberté, qui a existé de 1993 à 1997, en ce qu'il est « davantage “technique” qu’idéologique ».
Alors que les députés du groupe réclament d'être placés ensemble au centre de l'hémicycle, leur placement demeure éparpillé : le 23 octobre 2018, ils protestent en boycottant la photographie de l'Assemblée réunissant l'ensemble des députés. Gilles Le Gendre, président du groupe La République en marche, propose que le groupe LT dispose des places situées tout en haut de l'hémicycle, à l’extrême gauche, juste au-dessus des bancs du groupe La France insoumise, ce que Philippe Vigier refuse.
Lors du vote sur le projet de loi de finances 2019, les membres du groupe votent contre ou choisissent l'abstention. En juin 2019, après le discours de politique générale d'Édouard Philippe, deux membres du groupe votent pour la confiance au gouvernement, huit votent contre et huit s'abstiennent. Lors du vote de confiance au nouveau gouvernement Jean Castex, en juillet 2020, le groupe se partage entre votes contre (10) et abstentions (7). Il opte finalement pour l'opposition, qu'il rejoint officiellement le 30 juillet.
Le 17 mars 2023, à la suite du recours à l'alinéa 3 de l'article 49 de la Constitution par Élisabeth Borne pour le projet de réforme des retraites, le groupe dépose une motion de censure à l'encontre du gouvernement Borne. Celle-ci ne recueille que 278 voix sur 287 nécessaires, échouant de seulement 9 voix, beaucoup moins que ce qui avait été prévu, près d'un tiers des députés LR la votant alors que la direction de ce parti annonçait que l'immense majorité des députés LR ne la voteraient pas. Dans le cadre de sa niche parlementaire du 8 juin 2023, le groupe dépose une proposition de loi d’abrogation de la réforme des retraites, qui n’aboutira pas du fait de l’utilisation de l’article 40 de la Constitution par la présidente de l’Assemblée.
La majorité des membres du groupe votent généralement dans le sens du gouvernement.
Le soir du dépouillement des élections européennes de 2024, les élus du groupe proposent un « gouvernement de cohabitation nationale » ou bien une motion de censure avant la fin de la session parlementaire, le 12 juillet. Un mois après, dans le sillage du résultat des élections législatives de 2024 en France, Charles De Courson annonce le 15 juillet qu'il se présente, pour le groupe centriste, au poste de président de l'Assemblée nationale, face à Yaël Braun-Pivet, première femme à occuper cette fonction, tandis que côté Nouveau Front populaire, des noms comme Sandrine Rousseau, Éric Coquerel et même François Hollande "ont émergé" selon  Le Point, trois jours avant le vote. Finalement, les présidents des 4 groupes du NFP désignent le communiste André Chassaigne, qui au 1er tour, organisé à bulletins secrets, obtient 200 voix, 7 de plus que le total de députés du NFP, tandis que Yaël Braun-Pivet (124 voix), Philippe Juvin (LR, 48 voix) et Naïma Moutchou (Horizons, 38 voix) en totalisent 210, proche de l'addition du nombre de députés de leurs groupes. Charles de Courson (Liot, 18 voix) se maintient pour le second tour, tout comme Sébastien Chenu, candidat du RN (143 voix au 1er tour), André Chassaigne et Yaël Braun-Pivet. Le second tour voit Charles de Courson revenir à 12 voix, six de moins, et Yaël Braun-Pivet en récolter dix de plus, contre 202 pour André Chassaigne et 143 pour Sébastien Chenu. Le centriste décide donc de se retirer pour le troisième, qui est remporté par Yaël Braun-Pivet, avec 220 voix, devant André Chassaigne (207 voix) et Sébastien Chenu (141 voix).

## Organisation

### Présidences
| Nom                 | Département/collectivité d'élection | Dates             | Dates            | Parti | Parti    |
| ------------------- | ----------------------------------- | ----------------- | ---------------- | ----- | -------- |
| Philippe Vigier     | Eure-et-Loir                        | 17 octobre 2018   | 8 septembre 2020 |       | LC       |
| Bertrand Pancher    | Meuse                               | 17 octobre 2018   | 9 juin 2024      |       | DVD      |
| Sylvia Pinel        | Tarn-et-Garonne                     | 16 septembre 2020 | 21 juin 2022     |       | PRG      |
| Christophe Naegelen | Vosges                              | 28 juin 2022      | 9 juin 2024      |       | UDI      |
| Stéphane Lenormand  | Saint-Pierre-et-Miquelon            | 17 juillet 2024   | 28 février 2025  |       | AD       |
| Laurent Panifous    | Ariège                              | 28 février 2025   | En cours         |       | PS diss. |

Le groupe LT a désigné des co-présidents, qui exercent cette responsabilité de manière collégiale. Cependant, le règlement de l’Assemblée nationale ne reconnaît qu’un titulaire pour cette fonction. Ainsi, de 2018 à 2020, seul Philippe Vigier assure la présidence institutionnelle du groupe et participe à la Conférence des présidents.
En septembre 2020, Sylvia Pinel et Bertrand Pancher sont élus co-présidents du groupe. Pour la même raison, seul ce dernier en assure la présidence institutionnelle.

### Secrétaires généraux
- De 2018 à septembre 2020 : Emmanuel Honoré[18]
- Depuis 2020 : Marc Inquimbert

## Composition

### Effectifs et dénomination
| Législature | Date              | Nom                                              | Nombre de membres | Nombre d’apparentés | Nombre de députés | Évolution     | Pourcentage |
| ----------- | ----------------- | ------------------------------------------------ | ----------------- | ------------------- | ----------------- | ------------- | ----------- |
| XVe         | 17 octobre 2018   | Libertés et territoires                          | 16                | 0                   | 16                | —             | 2,77 %      |
| XVe         | 12 juin 2019      | Libertés et territoires                          | 18                | 0                   | 18                | 2             | 3,12 %      |
| XVe         | 30 septembre 2019 | Libertés et territoires                          | 18                | 1                   | 19                | 1             | 3,29 %      |
| XVe         | 30 janvier 2020   | Libertés et territoires                          | 19                | 1                   | 20                | 1             | 3,46 %      |
| XVe         | 19 mai 2020       | Libertés et territoires                          | 19                | 0                   | 19                | 1             | 3,29 %      |
| XVe         | 26 mai 2020       | Libertés et territoires                          | 18                | 0                   | 18                | 1             | 3,12 %      |
| XVe         | 8 septembre 2020  | Libertés et territoires                          | 15                | 0                   | 15                | 3             | 2,60 %      |
| XVe         | 24 septembre 2020 | Libertés et territoires                          | 16                | 0                   | 16                | 1             | 2,77 %      |
| XVe         | 7 octobre 2020    | Libertés et territoires                          | 17                | 0                   | 17                | 1             | 2,95 %      |
| XVe         | 16 octobre 2020   | Libertés et territoires                          | 18                | 0                   | 18                | 1             | 3,12 %      |
| XVe         | 8 décembre 2020   | Libertés et territoires                          | 17                | 0                   | 17                | 1             | 2,95 %      |
| XVe         | 4 mars 2021       | Libertés et territoires                          | 18                | 0                   | 18                | 1             | 3,12 %      |
| XVe         | 8 juillet 2021    | Libertés et territoires                          | 17                | 1                   | 18                | en stagnation | 3,12 %      |
| XVe         | 18 juillet 2021   | Libertés et territoires                          | 16                | 1                   | 17                | 1             | 2,95 %      |
| XVe         | 22 octobre 2021   | Libertés et territoires                          | 17                | 1                   | 18                | 1             | 3,12 %      |
| XVIe        | 29 juin 2022      | Libertés, indépendants, outre-mer et territoires | 16                | 0                   | 16                | 2             | 2,77 %      |
| XVIe        | 14 septembre 2022 | Libertés, indépendants, outre-mer et territoires | 20                | 0                   | 20                | 4             | 3,46 %      |
| XVIe        | 9 mai 2023        | Libertés, indépendants, outre-mer et territoires | 21                | 0                   | 21                | 1             | 3,64 %      |
| XVIe        | 26 janvier 2024   | Libertés, indépendants, outre-mer et territoires | 22                | 0                   | 22                | 1             | 3,81 %      |
| XVIIe       | 18 juillet 2024   | Libertés, indépendants, outre-mer et territoires | 21                | 0                   | 21                | 1             | 3,64 %      |
| XVIIe       | 30 juillet 2024   | Libertés, indépendants, outre-mer et territoires | 22                | 0                   | 22                | 1             | 3,81 %      |
| XVIIe       | 15 octobre 2024   | Libertés, indépendants, outre-mer et territoires | 23                | 0                   | 23                | 1             | 3,99 %      |

Avec l'arrivée de deux nouveaux membres en juin 2019, le groupe atteint 18 membres et devient le sixième groupe parlementaire de la XVe législature (2017-2022), devançant le groupe La France insoumise (17 députés) et le groupe de la Gauche démocrate et républicaine (16 députés).

### XVelégislature

#### Membres
Initialement composé de 16 membres, le groupe LT est rejoint en juin 2019 par Frédérique Dumas et Sandrine Josso, après qu’elles ont respectivement quitté le groupe UAI et le groupe LREM. Matthieu Orphelin, précédemment membre du groupe LREM puis non-inscrit, rejoint le groupe en tant qu’apparenté le 30 septembre 2019. En janvier 2020, le groupe est rejoint par Jean Lassalle, jusque-là député non-inscrit.
Début septembre, Philippe Vigier, Yannick Favennec Becot et Sandrine Josso quittent le groupe LT, faisant passer son effectif à 15 députés, la limite pour l’existence d’un groupe à l’Assemblée nationale. Le groupe est cependant rejoint peu après par Martine Wonner (exclue en 2021), Benoît Simian puis Stéphanie Kerbarh.
|  | Nom                     | Parti | Parti       | Circonscription                             | Groupe d'origine | Groupe d'origine |
|  | ----------------------- | ----- | ----------- | ------------------------------------------- | ---------------- | ---------------- |
|  | Jean-Félix Acquaviva    |       | FaC         | 2e circonscription de la Haute-Corse        |                  | NI               |
|  | Sylvain Brial           |       | DVD         | Circonscription de Wallis-et-Futuna         |                  | NI               |
|  | Michel Castellani       |       | FaC         | 1re circonscription de la Haute-Corse       |                  | NI               |
|  | Jean-Michel Clément     |       | PP          | 3e circonscription de la Vienne             |                  | NI, ex-LREM      |
|  | Paul-André Colombani    |       | PNC         | 2e circonscription de la Corse-du-Sud       |                  | NI               |
|  | Charles de Courson      |       | LC          | 5e circonscription de la Marne              |                  | UAI              |
|  | Jeanine Dubié           |       | PRG         | 2e circonscription des Hautes-Pyrénées      |                  | NI               |
|  | Frédérique Dumas        |       | DVD         | 13e circonscription des Hauts-de-Seine      |                  | UAI, ex-LREM     |
|  | Olivier Falorni         |       | PRG         | 1re circonscription de la Charente-Maritime |                  | NI               |
|  | Stéphanie Kerbarh       |       | DVG         | 9e circonscription de la Seine-Maritime     |                  | LREM             |
|  | Jean Lassalle           |       | RES         | 4e circonscription des Pyrénées-Atlantiques |                  | NI               |
|  | François-Michel Lambert |       | LEF         | 10e circonscription des Bouches-du-Rhône    |                  | LREM             |
|  | Paul Molac              |       | DVG         | 4e circonscription du Morbihan              |                  | LREM             |
|  | Sébastien Nadot         |       | MDP         | 10e circonscription de la Haute-Garonne     |                  | EDS, ex-LREM     |
|  | Bertrand Pancher        |       | PRV         | 1re circonscription de la Meuse             |                  | UAI              |
|  | Benoît Simian           |       | MR puis GEC | 5e circonscription de la Gironde            |                  | LREM             |
|  | Jennifer De Temmerman   |       | DVG         | 15e circonscription du Nord                 |                  | EDS, ex-LREM     |

#### Apparentés
| Nom | Nom          | Parti | Parti | Circonscription                       | Groupe d'origine | Groupe d'origine |
| --- | ------------ | ----- | ----- | ------------------------------------- | ---------------- | ---------------- |
|     | Sylvia Pinel |       | PRG   | 2e circonscription de Tarn-et-Garonne |                  | NI               |

#### Répartition partisane
Lors de sa formation, en octobre 2018, le groupe compte cinq députés du Mouvement radical (MR), trois de Pè a Corsica (PaC), trois divers gauche (DVG), deux des Centristes (LC), un divers droite (DVD), un de l'Union des démocrates et indépendants (UDI) et un de l'Union des démocrates et des écologistes (UDE).
En mars 2019, Sylvia Pinel et Jeanine Dubié quittent le MR pour rejoindre le Parti radical de gauche,. François-Michel Lambert quitte l'UDE en février 2020 pour fonder Liberté Écologie Fraternité (LEF). Par ailleurs, les députés régionalistes Jean-Félix Acquaviva, Michel Castellani, Paul-André Colombani, Paul Molac et Jean Lassalle sont rattachés à Régions et peuples solidaires (RPS) au titre du financement de la vie politique,, tout en conservant leur appartenance partisane ; c’est le cas également de Benoît Simian. Ce dernier quitte le Parti radical en 2021 et rejoint Girondins Ensemble Citoyens (GEC).
| Parti | Parti                       | Nombre |
| ----- | --------------------------- | ------ |
|       | Parti radical de gauche     | 3      |
|       | Divers gauche               | 3      |
|       | Divers droite               | 2      |
|       | Femu a Corsica              | 2      |
|       | Parti radical               | 2      |
|       | Mouvement des progressistes | 1      |
|       | Parti de la nation corse    | 1      |
|       | Résistons                   | 1      |
|       | Liberté Écologie Fraternité | 1      |
|       | Les Centristes              | 1      |
|       | Place publique              | 1      |

#### Anciens membres
- Matthieu Orphelin rejoint le groupe Écologie démocratie solidarité (EDS) le 19 mai 2020[JO 3].
- M'jid El Guerrab rejoint le groupe Agir ensemble (AE) le 26 mai 2020[JO 4].
- Philippe Vigier, Yannick Favennec Becot et Sandrine Josso deviennent non-inscrits le 8 septembre 2020[JO 5].
- François Pupponi rejoint le groupe Mouvement démocrate et démocrates apparentés (MoDem) le 8 décembre 2020[JO 6].
- Martine Wonner, exclue du groupe, devient non-inscrite le 18 juillet 2021[JO 7].

### XVIelégislature

#### Membres
Lors de sa formation, le groupe LIOT est composé de 16 membres. Le 14 septembre 2022, quatre députés dissidents socialistes et non-inscrits (Jean-Louis Bricout, Laurent Panifous, Benjamin Saint-Huile et David Taupiac) annoncent rejoindre le groupe, portant à 20 le nombre de membres. Élue le 2 avril 2023 lors d'une élection législative partielle dans la première circonscription de l'Ariège, la socialiste Martine Froger rejoint le groupe. Le 26 janvier 2024, Yannick Favennec-Bécot rejoint le groupe.
| Portraits | Nom                       | Parti | Parti         | Rattachement | Rattachement | Circonscription                                         | Commission                                                            | Groupe sous la XVe législature | Groupe sous la XVe législature |
| --------- | ------------------------- | ----- | ------------- | ------------ | ------------ | ------------------------------------------------------- | --------------------------------------------------------------------- | ------------------------------ | ------------------------------ |
|           | Jean-Félix Acquaviva      |       | FaC           |              | R&PS         | 2e circonscription de la Haute-Corse                    | Commission des Lois                                                   |                                | LT                             |
|           | Nathalie Bassire          |       | REULI         |              | REULI        | 3e circonscription de La Réunion                        | Commission du Développement durable et de l'Aménagement du territoire |                                | LR                             |
|           | Guy Bricout               |       | UDI           |              | UDI          | 18e circonscription du Nord                             | Commission du Développement durable et de l'Aménagement du territoire |                                | UDI                            |
|           | Jean-Louis Bricout        |       | La Convention |              | R&PS         | 3e circonscription de l'Aisne                           | Commission du Développement durable et de l'Aménagement du territoire |                                | SOC                            |
|           | Michel Castellani         |       | FaC           |              | R&PS         | 1re circonscription de la Haute-Corse                   | Commission des Finances                                               |                                | LT                             |
|           | Paul-André Colombani      |       | PNC           |              | R&PS         | 2e circonscription de la Corse-du-Sud                   | Commission des Affaires sociales                                      |                                | LT                             |
|           | Charles de Courson        |       | LC            |              | UDI          | 5e circonscription de la Marne                          | Commission des Finances                                               |                                | LT                             |
|           | Béatrice Descamps         |       | PRV           |              | AC           | 21e circonscription du Nord                             | Commission des Affaires culturelles et de l'Éducation                 |                                | UDI                            |
|           | Yannick Favennec-Bécot    |       | DVD           |              | ENS          | 3e circonscription de la Mayenne                        | Commission de la Défense nationale et des Forces armées               |                                | UDI                            |
|           | Martine Froger            |       | PS            |              | R&PS         | 1re circonscription de l'Ariège                         | Commission des Affaires culturelles et de l'Éducation                 |                                | Nv.                            |
|           | Stéphane Lenormand        |       | AD            |              | R&PS         | Circonscription législative de Saint-Pierre-et-Miquelon | Commission des Affaires culturelles et de l'Éducation                 |                                | Nv.                            |
|           | Max Mathiasin             |       | DVG           |              | R&PS         | 3e circonscription de la Guadeloupe                     | Commission des Affaires économiques                                   |                                | MoDem                          |
|           | Paul Molac                |       | REG           |              | R&PS         | 4e circonscription du Morbihan                          | Commission des Affaires économiques                                   |                                | LT                             |
|           | Pierre Morel-À-L'Huissier |       | UDI           |              | UDI          | 1re circonscription de la Lozère                        | Commission de la Défense nationale et des Forces armées               |                                | UDI                            |
|           | Christophe Naegelen       |       | UDI           |              | UDI          | 3e circonscription des Vosges                           | Commission de la Défense nationale et des Forces armées               |                                | UDI                            |
|           | Bertrand Pancher          |       | DVD           |              | R&PS         | 1re circonscription de la Meuse                         | Commission des Affaires étrangères                                    |                                | LT                             |
|           | Laurent Panifous          |       | PS            |              | PRG          | 2e circonscription de l'Ariège                          | Commission de la Défense nationale et des Forces armées               |                                | Nv.                            |
|           | Benjamin Saint-Huile      |       | La Convention |              | R&PS         | 3e circonscription du Nord                              | Commission du Développement durable et de l'Aménagement du territoire |                                | Nv.                            |
|           | Olivier Serva             |       | DVG           |              | R&PS         | 1re circonscription de la Guadeloupe                    | Commission des Affaires sociales                                      |                                | NI, ex-LREM                    |
|           | David Taupiac             |       | PS            |              | PRG          | 2e circonscription du Gers                              | Commission du Développement durable et de l'Aménagement du territoire |                                | Nv.                            |
|           | Jean-Luc Warsmann         |       | UDI           |              | R&PS         | 3e circonscription des Ardennes                         | Commission des Lois                                                   |                                | UDI                            |
|           | Estelle Youssouffa        |       | UDI           |              | UDI          | 1re circonscription de Mayotte                          | Commission des Affaires étrangères                                    |                                | Nv.                            |

#### Répartition partisane
En juin 2022, le groupe compte cinq députés de l'Union des démocrates et indépendants (UDI), dont une membre du Parti radical (PRV), trois divers droite (DVD), deux divers gauche (DVG), un des Centristes (LC), un d'Archipel demain (AD), quatre élus régionalistes dont deux de Femu a Corsica (FaC - R&PS) et un du Parti de la nation corse (PNC - R&PS), ainsi qu’un régionaliste (R&PS) venant de Bretagne.
Ils sont rejoints le 14 septembre 2022 par quatre députés dissidents socialistes précédemment non-inscrits. La composition du groupe est alors la suivante :
| Parti | Parti                                                                           | Nombre |
| ----- | ------------------------------------------------------------------------------- | ------ |
|       | Union des démocrates et indépendants                                            | 4      |
|       | Régions et peuples solidaires (rattachés)                                       | 3      |
|       | La Convention - Régions et peuples solidaires (rattachés)                       | 2      |
|       | Femu a Corsica - Régions et peuples solidaires                                  | 2      |
|       | Parti socialiste - Parti radical de gauche (rattachés)                          | 2      |
|       | Parti radical - Alliance centriste (rattachée)                                  | 1      |
|       | Réunion libre                                                                   | 1      |
|       | Archipel demain - Régions et peuples solidaires (rattaché)                      | 1      |
|       | Union des démocrates et indépendants - Régions et peuples solidaires (rattaché) | 1      |
|       | Parti socialiste - Régions et peuples solidaires (rattachée)                    | 1      |
|       | Régions et peuples solidaires                                                   | 1      |
|       | Les Centristes - Union des démocrates et indépendants (rattaché)                | 1      |
|       | Parti de la nation corse - Régions et peuples solidaires                        | 1      |
|       | Ensemble (rattaché)                                                             | 1      |

### XVIIelégislature
Après les élections législatives françaises de 2024 (29-30 juin, 6-7 juillet), 11 groupes politiques parlementaires sont annoncés à la nouvelle Assemblée nationale, dont le groupe Libertés, indépendants, outre-mer et territoires (LIOT) présidé par Stéphane Lenormand (député de Saint-Pierre-et-Miquelon).

#### Membres
| Portraits | Nom                    | Parti | Parti         | Rattachement | Rattachement | Circonscription                                         | Commission                                                            |
| --------- | ---------------------- | ----- | ------------- | ------------ | ------------ | ------------------------------------------------------- | --------------------------------------------------------------------- |
|           | Jean-Pierre Bataille   |       | DVD           |              | R&PS         | 15e circonscription du Nord                             | Commission des Finances                                               |
|           | Joël Bruneau           |       | LR            |              | R&PS         | 1re circonscription du Calvados                         | Commission des Affaires culturelles et de l'Éducation                 |
|           | Michel Castellani      |       | FaC           |              | R&PS         | 1re circonscription de la Haute-Corse                   | Commission des Finances                                               |
|           | Paul-André Colombani   |       | PNC-Utiles    |              | R&PS         | 2e circonscription de la Corse-du-Sud                   | Commission des Affaires sociales                                      |
|           | Charles de Courson     |       | LC-Utiles     |              | UDI          | 5e circonscription de la Marne                          | Commission des Finances                                               |
|           | Yannick Favennec-Bécot |       | DVD           |              | HOR          | 3e circonscription de la Mayenne                        | Commission de la Défense nationale et des Forces armées               |
|           | Martine Froger         |       | PS            |              | R&PS         | 1re circonscription de l'Ariège                         | Commission des Lois                                                   |
|           | David Habib            |       | La Convention |              | R&PS         | 3e circonscription des Pyrénées-Atlantiques             | Commission de la Défense nationale et des Forces armées               |
|           | Harold Huwart          |       | PRV           |              | R&PS         | 3e circonscription d'Eure-et-Loir                       | Commission des Affaires économiques                                   |
|           | Stéphane Lenormand     |       | AD-Utiles     |              | AD           | Circonscription législative de Saint-Pierre-et-Miquelon | Commission du Développement durable et de l'Aménagement du territoire |
|           | Valérie Létard         |       | UDI           |              | UDI          | 21e circonscription du Nord                             | Commission des Affaires économiques                                   |
|           | Max Mathiasin          |       | DVG           |              | R&PS         | 3e circonscription de la Guadeloupe                     | Commission des Affaires économiques                                   |
|           | Laurent Mazaury        |       | UDI           |              | UDI          | 11e circonscription des Yvelines                        | Commission des Affaires étrangères                                    |
|           | Paul Molac             |       | REG-Utiles    |              | R&PS         | 4e circonscription du Morbihan                          | Commission des Lois                                                   |
|           | Christophe Naegelen    |       | UDI           |              | UDI          | 3e circonscription des Vosges                           | Commission des Affaires culturelles et de l'Éducation                 |
|           | Laurent Panifous       |       | PS            |              | R&PS         | 2e circonscription de l'Ariège                          | Commission des Affaires sociales                                      |
|           | Constance de Pélichy   |       | UDI           |              | R&PS         | 3e circonscription du Loiret                            | Commission du Développement durable et de l'Aménagement du territoire |
|           | Nicole Sanquer         |       | UDI-AHIP      |              | AHIP         | 2e circonscription de la Polynésie française            | Commission des Affaires culturelles et de l'Éducation                 |
|           | Olivier Serva          |       | Utiles        |              | R&PS         | 1re circonscription de la Guadeloupe                    | Commission du Développement durable et de l'Aménagement du territoire |
|           | David Taupiac          |       | PS            |              | R&PS         | 2e circonscription du Gers                              | Commission du Développement durable et de l'Aménagement du territoire |
|           | Stéphane Viry          |       | LR            |              | R&PS         | 1re circonscription des Vosges                          | Commission des Affaires sociales                                      |
|           | Jean-Luc Warsmann      |       | UDI           |              | R&PS         | 3e circonscription des Ardennes                         | Commission des Lois                                                   |
|           | Estelle Youssouffa     |       | UDI           |              | UDI          | 1re circonscription de Mayotte                          | Commission des Affaires étrangères                                    |

#### Répartition partisane
| Parti | Parti                                                    | Nombre |
| ----- | -------------------------------------------------------- | ------ |
|       | Union des démocrates et indépendants                     | 6      |
|       | Divers droite                                            | 2      |
|       | Parti socialiste                                         | 3      |
|       | Les Républicains                                         | 2      |
|       | Divers gauche                                            | 2      |
|       | Parti radical                                            | 1      |
|       | Femu a Corsica - Régions et peuples solidaires           | 1      |
|       | Parti de la nation corse - Régions et peuples solidaires | 1      |
|       | Les Centristes                                           | 1      |
|       | La Convention                                            | 1      |
|       | Archipel demain                                          | 1      |
|       | Régions et peuples solidaires                            | 1      |
|       | A here ia Porinetia                                      | 1      |

## Identité visuelle

Logotype du groupe Libertés et territoires (2018-2022).
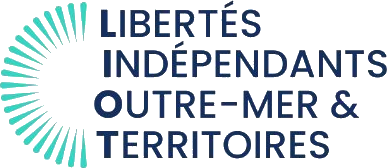
Logotype du groupe Libertés, indépendants, outre-mer et territoires (depuis 2022).